# Skövde Allmänna Idrottsklubb
Lo Skövde Allmänna Idrottsklubb, meglio conoscitiuto come Skövde AIK, è una squadra svedese di calcio, nota anche per la propria sezione di calcio a 5. Ha sede nella città di Skövde.

## Calcio
La sezione calcistica non militò mai in Allsvenskan nel corso della propria storia.
Tra il 1967 e il 2005, tuttavia, la squadra prese parte a quattordici edizioni del campionato di seconda serie nazionale. Successivamente precipitò addirittura nella sesta serie nazionale, conquistando però tre promozioni in quattro stagioni tra il 2003 e il 2006, tornando così in Division 1.
Il secondo posto nel campionato di Ettan Södra 2021, unito all'esito positivo del doppio spareggio contro l'Akropolis, consentì il ritorno nella seconda serie nazionale. La salvezza arrivò sia al termine della Superettan 2022, conclusa con un brillante quinto posto da neopromossa, sia al termine della Superettan 2023. Tuttavia, l'edizione 2024, terminata all'ultimo posto, decretò la retrocessione dello Skövde AIK in terza serie.

## Calcio a 5
Grazie ai cinque titoli nazionali vinti consecutivamente tra il 2005 e il 2009, la sezione di futsal dello Skövde AIK è una delle formazioni più blasonate del campionato svedese di questa disciplina.
Questi successi hanno permesso alla squadra di prendere parte ad altrettante edizioni della UEFA Futsal Cup, sempre qualificandosi al turno principale ma venendo eliminata. In questi gironi ha ottenuto solo due vittorie: con l'Athina 90 nel 2006-2007 e con l'Ilves Tampere durante la stagione successiva.

### Palmarès
- 5 SM i futsal: 2005, 2006, 2007, 2008, 2009